# Café Concert aux Ambassadeurs
Café Concert aux Ambassadeurs (Nederlands: Café Concert in het Café des ambassadeurs) is een schilderij van de Franse impressionistische kunstschilder Edgar Degas, geschilderd in 1876-1877, Gouache op monotypie, 37 x 26 centimeter groot. Het toont een scène in het bekende Parijse café chantant 'Les Ambassadeurs'. Het werk bevindt zich sinds 1910 in de collectie van het Musée des beaux-arts de Lyon.

## Context
Degas stond bekend als iemand die altijd erg geïnteresseerd was in nieuwe technieken en experimenteren. Zo was hij tijdens de vierde impressionistententoonstelling in 1879 een der eersten die op een instrumentele wijze elektrische belichting introduceerde. Qua schildertechnieken onderstreepte hij de visie van zijn vriend de criticus Louis Edmond Duranty, die stelde dat technische vernieuwingen vaak voorafgingen aan artistieke vernieuwingen.
Tussen 1876 en 1879 experimenteerde Degas veelvuldig met nieuwe gebruiksvormen van de monotypie, een techniek die had hij geleerd van zijn vrienden Ludovic-Napoléon Lepic en Marcellin Desboutin. De monotypie is een drukvorm waarbij inkt wordt aangebracht op een niet absorberende ondergrond en vervolgens eenmalig wordt afgedrukt, vooral om een zachte belijning te creëren. Het werd gezien als een manier om een groter effect van spontaniteit te creëren. Omdat de monotype altijd een spiegelbeeld was van de oorspronkelijke tekening, werd de indruk gewekt dat de tekening een minder 'automatisch' karakter had. Degas daarenboven, voegde er zelf een nieuwe dimensie aan toe door de monotypie te overschilderen met gouache en te bewerken met pastelkrijt, waarbij hij het blad enigszins vergrootte. Aldus kon hij maximaal blijven improviseren op de gedrukte tekening. Doordat de zwarte inkt van de monotypie de overschaduwde delen accentueerde, creëerde hij een bijzondere contrastwerking tussen de kleuren en een effect van verlichting.

## Café chantant
De eerste café chantants deden reeds in de jaren 1830 hun intrede in Parijs, maar pas in de jaren 1870 bereikten ze hun grootste populariteit. Aanvankelijk vooral gericht op de lagere sociale klassen, kwam er in die periode een zeer gemêleerd publiek, uit alle rangen en standen. Ook Degas was een regelmatige bezoeker. Een café chantant bood het publiek een soort van totaalvoorstelling, met zangers en komieken. Iedereen kon gedurende de voorstelling komen en gaan en tussendoor werd doorlopend bediend. De sfeer was vaak jolig en luidruchtig. Sommige van de gelegenheden waren alleen 's zomers geopend en organiseerden de optreden buiten, op het terras. Tot de bekendste etablissementen in de jaren 1870 behoorden het 'Alcazar d' Été' en het 'Café des Ambassadeurs', beide gelegen aan de Champs Elysées. De laatste had allengs zelfs een enigszins ‘chique’ reputatie gekregen. Vanaf 1876 zou Degas diverse monotypes maken met beide cafés als onderwerp.
Later zou ook Henri Toulouse-Lautrec de Parijse Café chantants veelvuldig als onderwerp kiezen.

## Afbeelding
Café Concert aux Ambassadeurs is een van de pastels op monotypie die Degas in de periode 1876-1878 maakte bij 'Des Ambassadeurs'. Het beeldt een muziekoptreden af, bezien vanuit het publiek, vlak achter de orkestbak. Het oog wordt vooral getrokken door de zangeres in de felrode jurk op het podium, sterk verlicht door het voetlicht, vlak voor de muzikanten. Voor Degas speelt het spektakel zich duidelijk niet alleen op het podium af. De scène is zo levendig dat het lijkt alsof het ter plekke is getekend.
De compositorische opzet van het werk komt overeen met diverse van Degas' balletscènes: op de voorgrond het publiek, erachter het orkest en daar weer achter de optredende artiesten. Het standpunt van Degas is verhoogd gekozen, zodat de charmante tuin op de achtergrond ook zichtbaar wordt. De strakke geometrie van de achtergrond contrasteert met de losse wijze waarop de overige delen van het werk zijn uitgewerkt. Ook de vervorming die teweeg wordt gebracht door de belichting, speelt op het werk een belangrijke rol, waarmee Degas' interesse in moderniteiten wordt onderstreept.

## Ontvangst
Degas exposeerde het werk op de derde impressionistententoonstelling in 1877. De criticus georges Rivière schreef toen: "Hoe kunstig de figuren op de achtergrond zijn geschetst, met hun kleding van mousseline en hun waaiers. En het publiek op de voorgrond, zo vol aandacht, de hoofden geheven, geboeid door de lichtzinnige liedjes en de suggestieve performance! <...> Het gebaar van de zangeres, die naar het publiek buigt, is buitengewoon, kan alleen maar het gevolg zijn van haar succes. Ze houdt zich niet aan de 'code', zoals acteurs zeggen, maar richt zich tot het publiek, ondervraagt het en laat het reageren zoals ze zelf wenst. Ze heerst over de despoten onder hen, aan wiens ondeugden ze graag tegemoetkomt".
Sommige critici zien in de wijze van afbeelding ook wel een licht satirische inslag.

## Galerij

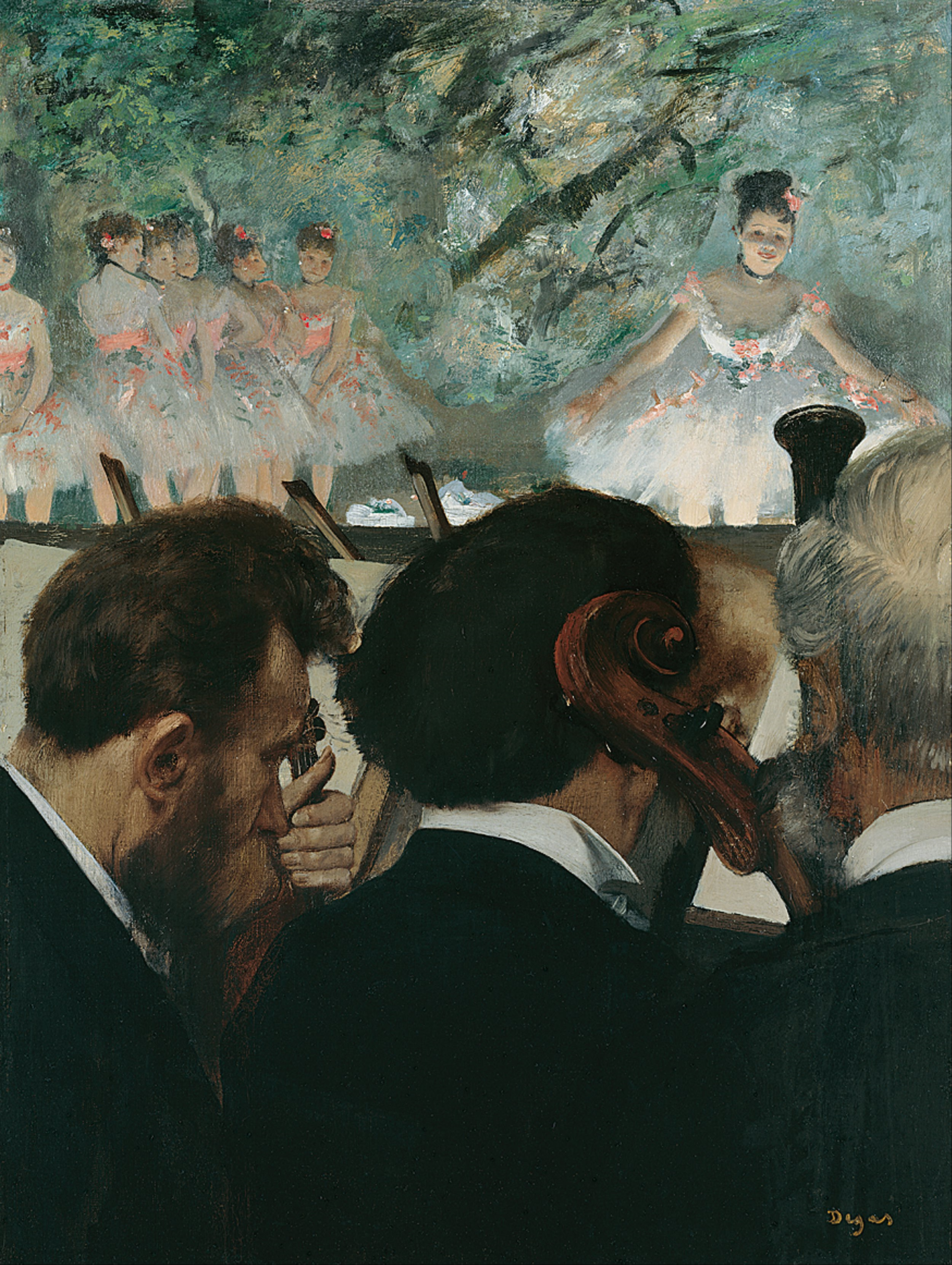
Muzikanten van het orkest, iets eerdere periode, 1872-1874, geschilderd in een vergelijkbare compositie, vanuit een vergelijkbaar standpunt
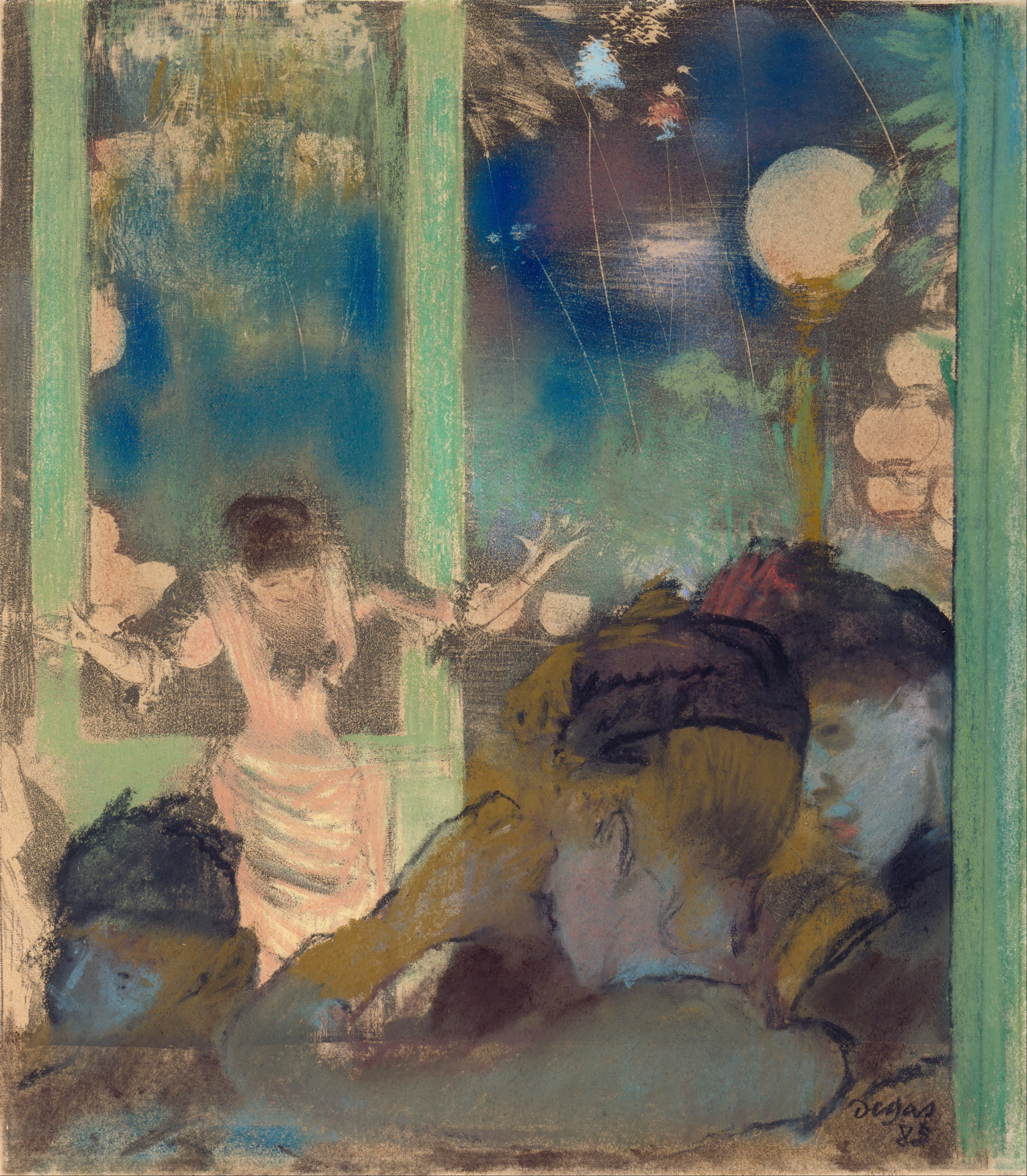
Mademoiselle Bécat at the Café des Ambassadeurs, latere periode, 1885, zelfde locatie, vergelijkbare opzet en techniek, pastel over litho.
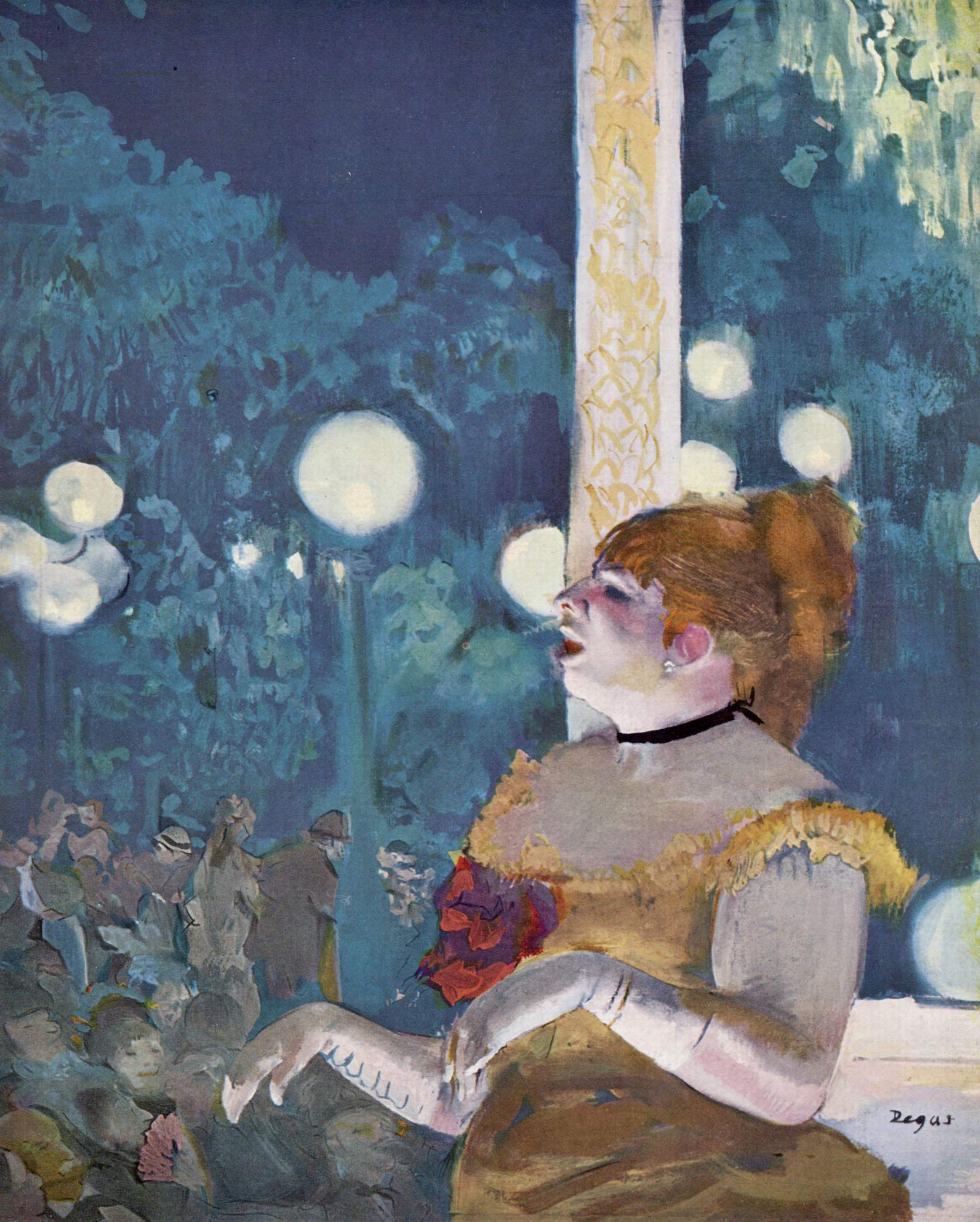
La Chanson du chien, uit dezelfde periode, voorstellende de populaire zangeres Thérésa (Suzanne Valadon) tijdens de uitvoering van haar fameuse 'Hondenlied' in het 'Alcazar d' Été'